# Nuaillé-sur-Boutonne
Nuaillé-sur-Boutonne è una frazione del comune di Rives-de-Boutonne, nel dipartimento della Charente Marittima nella regione della Nuova Aquitania. In precedenza comune autonomo, il 1º gennaio 2025 è confluito insieme all'ex comune di Saint-Georges-de-Longuepierre nel nuovo comune di Rives-de-Boutonne.

## Società

### Evoluzione demografica
Abitanti censiti